# Nueil-les-Aubiers
Nueil-les-Aubiers – miejscowość i gmina we Francji, w regionie Nowa Akwitania, w departamencie Deux-Sèvres.
Według danych na rok 1990 gminę zamieszkiwało 2156 osób, a gęstość zaludnienia wynosiła 44 osób/km² (wśród 1467 gmin regionu Poitou-Charentes Nueil-les-Aubiers plasuje się na 131. miejscu pod względem liczby ludności, natomiast pod względem powierzchni na miejscu 37.).